# Bóg Nilu
Bóg Nilu (River God) – powieść historyczna Wilbura Smitha z 1993 roku, osadzona w starożytnym Egipcie. Zapoczątkowała liczący 5 tomów tzw. egipski cykl powieści tego autora.
Akcja toczy się w starożytnym Egipcie, choć wszystkie występujące w powieści postacie są fikcyjne. Pod nieudolnymi rządami faraona Mamose państwo sparaliżowane przez korupcję i wewnętrzne zamieszki chyli się ku upadkowi.
Wielki wezyr Intef pragnie obalić władcę i sam zasiąść na tronie faraonów. Dla osiągnięcia tego celu gotów jest poświęcić jedyną córkę – piękną księżniczkę Lostris. Na przeszkodzie zamiarom Intefa staje jego najbardziej zaufany niewolnik Taita oraz młody oficer Tanus. Między Tanusem a Lostris rodzi się miłość...